# Kilafors
Kilafors – miejscowość (tätort) w Szwecji, w regionie administracyjnym (län) Gävleborg, w gminie Bollnäs.
Według danych Szwedzkiego Urzędu Statystycznego liczba ludności wyniosła: 1197 (31 grudnia 2015), 1207 (31 grudnia 2018) i 1190 (31 grudnia 2019).